# Християнізація Померанії

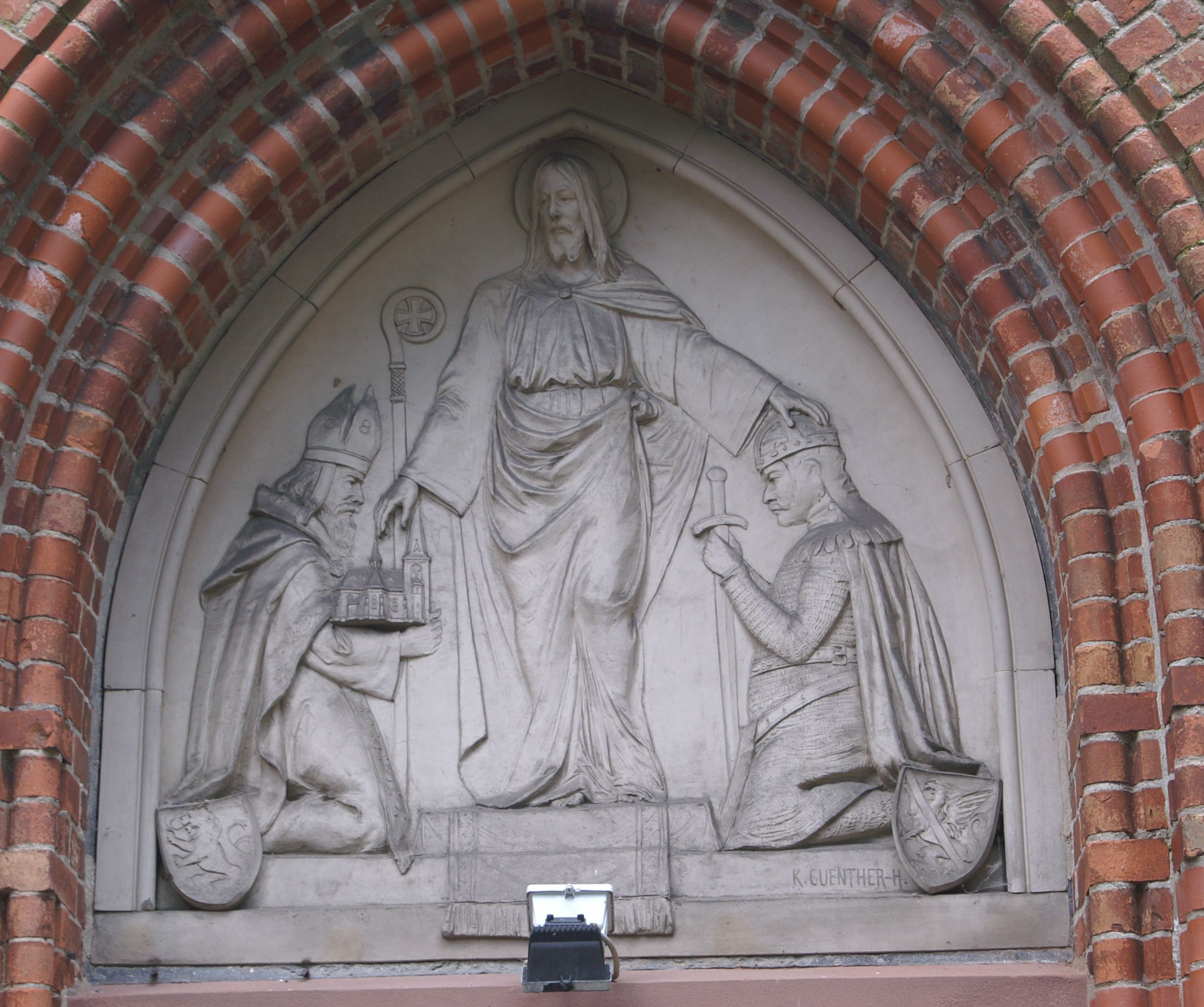
Хрещення Померанії. Барельєф меморіальної церкви Вартислава в Штольпе

Хрещення Померанії — це процес християнізації місцевого язичницького населення Померанії. Перші спроби християнізувати регіон відбулися ще в Х столітті, проте всі місії до другої половини XII століття були невдалими. У першій половині XII століття організовувались місії, які очолювали Отто Бамберзький (1124—1128), Абсалон (1168) і мали частковий успіх. У 1147 році відбулася спроба насильницької християнізації Померанії під час спеціально організованого Вендського хрестового походу. Християнство почало поширюватись у Померанії тільки після того, як померанські князі заснували кілька монастирів на своїх землях. Перший такий монастир — абатство Штольпе — було засноване у 1153 році на місці вбивства першого християнського князя Померанії Вартислава I. З часом християнська віра остаточно закріпилася у регіоні.

## Ранні місії у Померанії (Х-XI століття)
У 948 році на землях Померанії було створено єпископство Хавельберг, але після слов'янського повстання 983 року воно було ліквідоване місцевим населенням, оскільки внаслідок повстання Священна Римська імперія втратила контроль над Померанією.
У 960 році польський князь Мешко I здійснив інтервенцію до Померанії та завоював місто Колобжег. Хоч князь і здобув перемогу і кількох битвах з лютичами, йому не вдалося підкорити та християнізувати землі. Справу Мешка I продовжив його син Болеслав I Хоробрий. У 1000 році він заснував єпископство Коложбег та підпорядкував його архієпархії Гнєзно. У 1005 році відбулося слов'янське повстання, внаслідок якого єпископство було ліквідоване. У подальших війнах між Священною Римською імперією та Польщею поморські слов'яни підтримували першу, щоб не допустити завоювання Померанії Польщею.
У 1017 році священник-місіонер Гюнтер почав проповідувати християнство у Західній Померанії, проте спроба виявилася невдалою.
Ще одна спроба християнізації Померанії відбулася у 1122 році, коли польський князь Болеслав III завоював регіон. Тоді була організована місія на чолі з Бернардом Іспанцем. Проте вона також виявилася невдалою.

## МісіїОтто Бамберзького
Після невдалої місії монаха Бернарда польський князь Болеслав III звернувся до єпископа Отто Бамберзького з просьбою взяти участь у поширенні християнства в Померанії. Перша місія Отто відбулася у 1124—1125 роках.

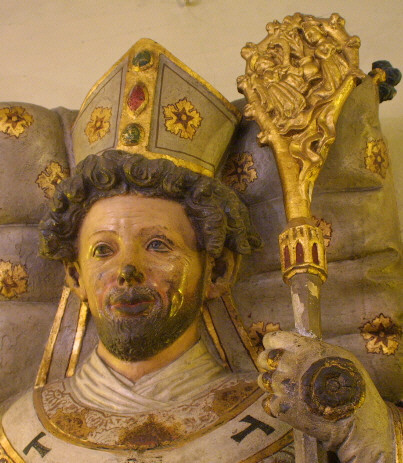
Отто Бамберзький

У травні 1124 року єпископ виїхав із замку Занток в супроводі прислуги та охорони, яку надав Болеслав III. Стратегія хрещення єпископа відрізнялась від стратегій його попередників. 5 або 6 червня того ж року єпископ здійснив перше хрещення в ході своєї місії. Пізніше він прибув до міста Пижице. Величний ескорт та багаті подарунки єпископа вразили місцевих жителів. Та Отто Бамберзький запевнив, що його мета у Померанії — не власне збагачення за рахунок місцевих жителів. Він сказав, що його мета — зробити поморян духовно багатшими. Також єпископ запевнив, що якщо поморські слов'яни приймуть християнство, то Бог захистить їх від нападів Польщі. Стратегія єпископа виявилась вдалою. Померанська аристократія та навіть сам князь Вартислав I прийняли хрещення. До лютого 1125 року Отто Бамберзький вдало проповідував християнство у Камені-Поморському, Воліні, Щецині, Любіні та інших поморських містах, поки не повернувся до Польщі.
19 квітня 1128 року на запрошення померанського князя Вартислава I та імператора Священної Римської імперії Лотаря II єпископ Отто знову вирушив до Померанії. Причиною було те, що жителі переважно західних земель Померанії повернулись до язичництва. Отто відновив зруйновані церкви, хрестив місцеву аристократію на соборі на острові Узедом. Пізніше єпископ покинув місію на прохання імператора.

## Вендський хрестовий похід
Ідея Вендського хрестового походу проти язичників Померанії була запропонована Бернардом Клервоським. Похід розпочався 1147 року. Попри те, що поморянські міста Щецин та Деммін були офіційно затверджені як християнські, вони також були взяті в облогу. Єпископ Воліна Адальберт добився того, щоб з цих міст зняли облогу, а тодішній поморянський князь Ратибор I поклявся поширювати християнство у Померанії. Проте хрестоносці продовжили наступати на Померанію. Їхні дії відзначилися особливою жорстокістю.

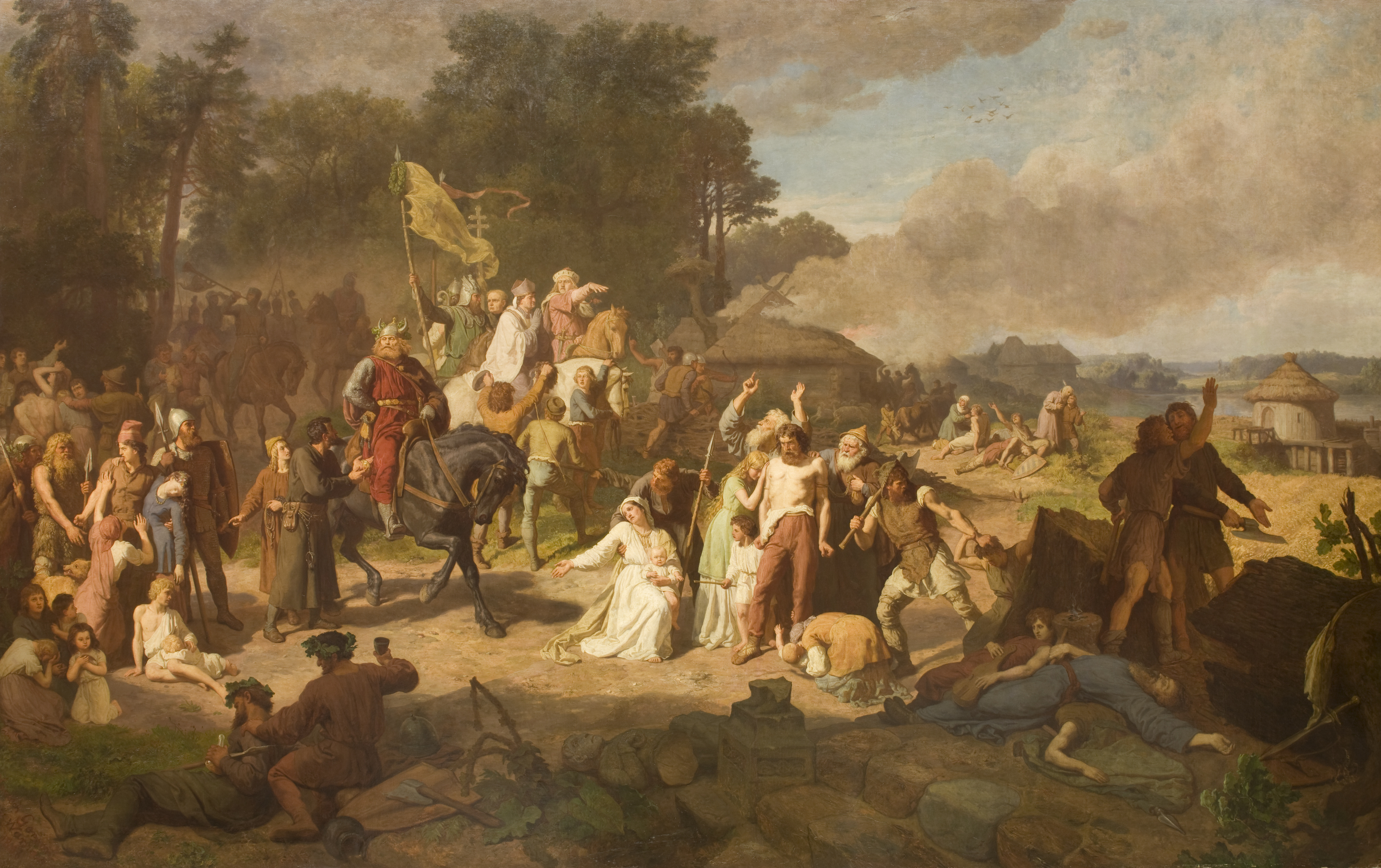
Вендський хрестовий похід

## МісіяАбсалона

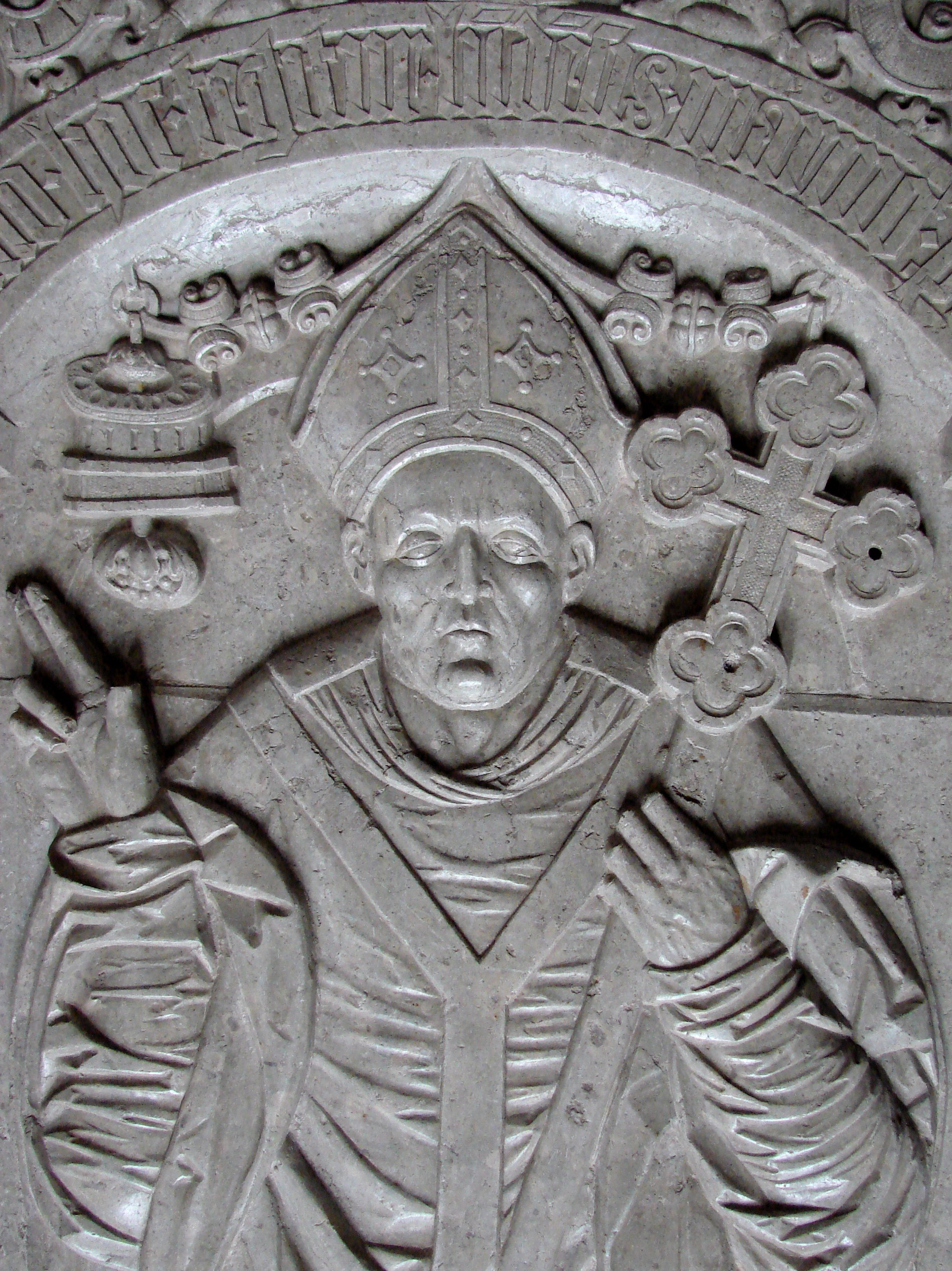
Абсалон

Після місій Отто Бамберзького у Померанії залишилось тільки одне князівство, де продовжували сповідувати язичництво, — це князівство Руян. У 1168 році король Данії Вальдемар I почав наступ на Померанію за благословення роскильдського єпископа Абсалона. Князь Яромар I визнав себе васалом Данії. Того ж року здалося місто Аркона — головне місто язичників князівства Руян, де знаходився храм Святовита — бога війни. Після цієї події руяни відмовились від подальшої боротьби та прийняли хрещення. Єпископ Абсалон звелів знищити всі язичницькі статуї князівства. До того ж, він включив острівну частину Руян до своєї єпархії. Материкова частина князівства увійшла до складу єпархії Шверін.

## Найдавніші померанські монастирі
| Рік заснування | Назва                  | Місто       | Орден                             |
| -------------- | ---------------------- | ----------- | --------------------------------- |
| 1153           | Абатство Штольпе       | Гюцков      | бенедиктинці, згодом цистерціанці |
| 1155           | Абатство Гробе         | Узедом      | премонстранти                     |
| 1173           | Абатство Даргун        | Деммін      | цистерціанці                      |
| 1173           | Абатство Кольбац       | Кольбац     | цистерціанці                      |
| 1186           | Абатство Олива         | Гданськ     | цистерціанці                      |
| 1193           | Абатство Берген        | Рюген       | цистерціанці                      |
| 1199           | Абатство Елдена        | Грайфсвальд | цистерціанці                      |
| 1240           | Монастир в Шецині      | Щецин       | францисканці                      |
| 1251           | Монастир в Штральзунді | Штральзунд  | домініканці                       |